# Felimida sphoni
Felimida sphoni es una especie de babosa de mar o nudibranquio (gasterópodo) de la familia Chromodorididae. Fue originalmente descrito como Felimida sphoni, después fue transferido al género Chromodoris y recientemente ha sido reasignado al género Felimida con base en análisis moleculares utilizando dos marcadores mitocondriales, el citocromo oxidasa subunidad 1 (COI) y el  16S rRNA (16S). La especie fue nombrada en honor al malacólogo Gale Sphon. Como otras especies de dóridos, se alimenta de esponjas.

## Nombre común
- Español: babosa de mar.

## Clasificación y descripción de la especie
La región dorsal es de color rojo con una serie de puntos anaranjados, los cuales pueden estar orientados semejando líneas interrumpidas. Presenta una serie de franjas del exterior al interior en el siguiente orden: amarilla, roja, menta, y a veces otra amarilla. Las franjas más interiores suelen estar interrumpidas en la parte central, dando al color rojo un aspecto de cruz. Las branquias y los rinóforos son retráctiles y de color claro y con las puntas de color morado. Alcanza hasta los 35 mm de longitud.

## Distribución de la especie
Esta especie se distribuye en la costa este del océano Pacífico, desde el mar de Cortés hasta las islas Galápagos.

## Ambiente marino
Habita en arrecifes de coral.

## Estado de conservación
No se encuentra bajo ninguna categoría de riesgo.